# 善知鳥峠
善知鳥峠（うとうとうげ）は、長野県塩尻市にある峠。かつて三州街道が通り、現在は国道153号が通る。

## 地理
標高は889 m、霧訪山断層上に位置し、地形は北（塩尻）側が急で、南（辰野）側は緩い。直下には中央本線の塩尻駅と小野駅を結ぶ「善知鳥トンネル」が通る。
中央分水嶺の峠の一つで、南側に降った雨は伊那谷・天竜川（太平洋）へ流れ、北側に降った雨は、松本盆地・犀川（信濃川（千曲川）へ合流、日本海）へ流れる。峠の頂上付近には、分水嶺公園が設置されており善知鳥峠の由来を書いた石碑もある。

## 歴史
貞和4年（1349年）から翌年にかけて信濃守護の小笠原政長（北朝方）と諏訪直頼（南朝方）が付近で合戦を行ない、天文17年（1548年）に武田晴信と小笠原長時が戦った塩尻峠の戦いではこの一帯も戦場になったとされる。
国道153号の北側部分には登坂車線が設置されており、1971年の道路改良前までは急斜面に31のカーブを有する難所であった。長野自動車道が開通するまでは、名古屋方面と松本・長野を結ぶ交通の要衝であった。
1990年代までは頂上にウルトラマンのマスコットを備えたドライブインが設置されていたが、長野自動車道の開通などによる交通量の減少により閉鎖し、建物は2001年1月27日の大雪で倒壊した。

## 由来
地元に伝わる善知鳥（ウトウ）と猟師の民話によるとも、北側の斜面が急なことからかつて堀切場があり、そこから空洞（うとんぼ）が由来とも伝わる。

また、能の大家世阿弥が作ったとされる謡曲「善知鳥」ではその後とされる話が描かれている。概要は以下のとおり。
青森県青森市の中心部に善知鳥神社という神社があり（青森市＝旧善知鳥村の発祥の地とされる）、これと関連する伝説が残る。